# Liste von Quellen zur Geschichte der vorsokratischen Philosophie
Dies ist eine Liste von Quellen zur Geschichte der vorsokratischen Philosophie. Die vorrangig an Diels/Kranz (DK) und daran anschließenden neueren Werken wie Kirk/Raven/Schofield (KRS) orientierte Übersicht (auch an deren Abkürzungen und Kürzeln) bietet die antiken Autoren und Quellenwerke zu den Vorsokratikern in einer kompakten und bequemen Form, erhebt allerdings keinen Anspruch auf Aktualität oder Vollständigkeit.
Angegeben sind diejenigen Autoren und Schriften, von/in denen Informationen (im Idealfall: Originaltexte) zu den vorsokratischen Philosophen überliefert sind. Es ist also keine Übersicht zu den einzelnen vorsokratischen Philosophen oder Philosophengruppen (diese ist der Liste der Vorsokratiker zu entnehmen) und keine Werkliste der Vorsokratiker (diese sind sämtlich verloren) oder ähnliches, sondern dient dazu, bequemer mit den Quellentexten zurechtzukommen, in denen vorsokratische Texte oder Gedankengut überliefert worden sind.

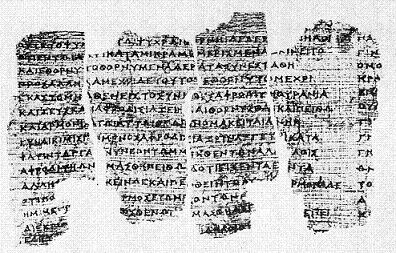
Fotografische Reproduktion von Teilen des Derveni-Papyrus

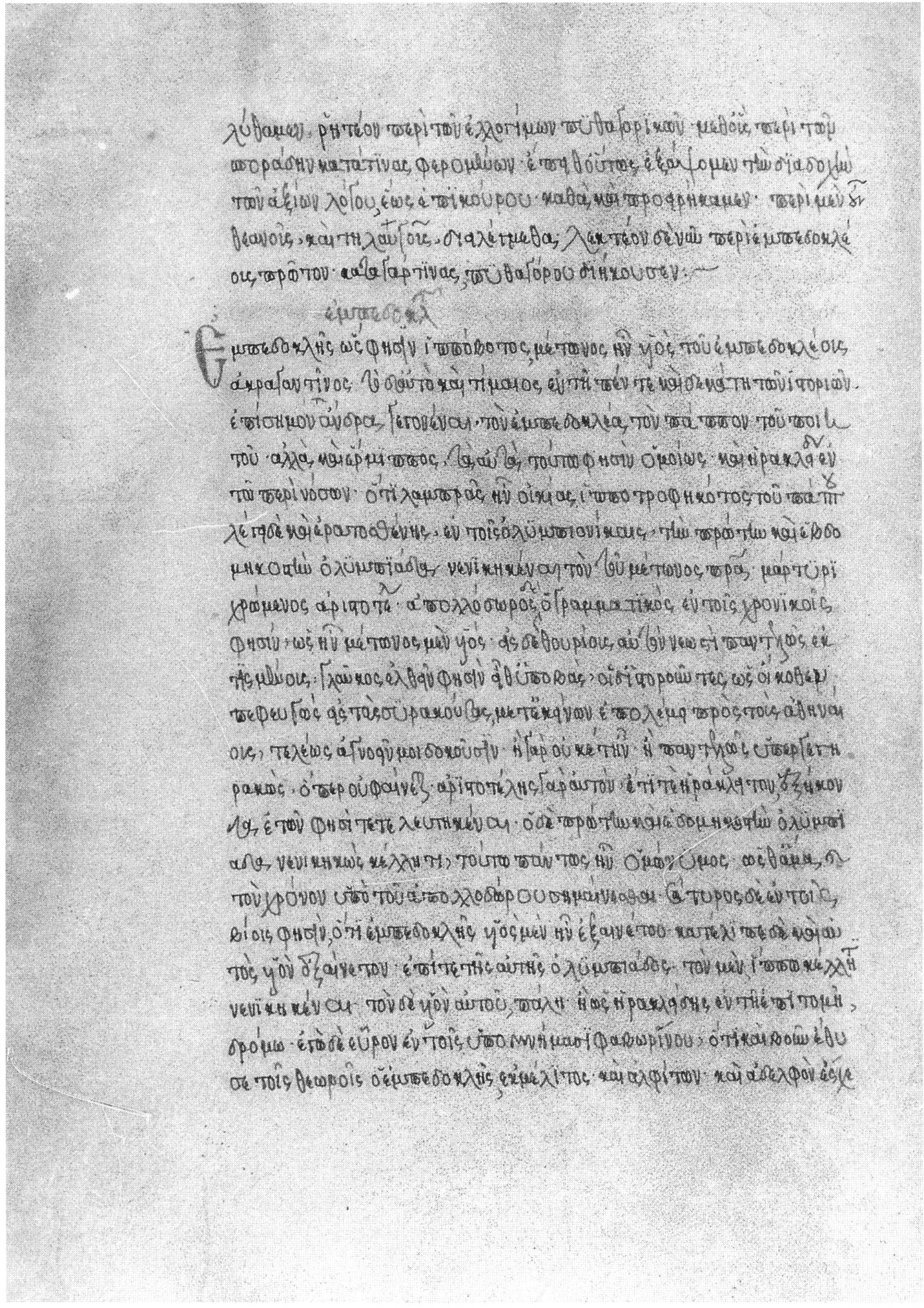
Der Anfang der Biographie des Empedokles in Diogenes’ Schrift Über das Leben und die Lehren berühmter Philosophen in einer Handschrift aus dem Besitz von Kardinal Bessarion. Venedig, Biblioteca Nazionale Marciana, Gr. 394, fol. 143v (15. Jahrhundert)

## Kurzeinführung
Von den Vorsokratikern ist kein einziges vollständiges Werk überliefert. Worte und Zeugnisse ihrer Theorien finden sich bei späteren antiken Autoren wieder, jedoch lediglich in Fragmenten. Die Berichte, Zusammenfassungen und Paraphrasen der vorsokratischen Darstellungen sind in den spätantiken Werken der Neuplatoniker und den aristotelischen Kommentatoren sowie in einem Netz von Doxographien enthalten. Die moderne Wissenschaft versucht, anhand der antiken Quellen das vorsokratische Denken zu rekonstruieren. Die in der folgenden Auflistung enthaltenen Autoren sind die Hauptquellen der vorsokratischen Fragmente und Zeugnisse (dabei wurde versucht, die Kürzel der Fachwissenschaft aufzulösen bzw. größtmöglichst transparent zu verfahren – was im Buchdruck aus (nachvollziehbaren) Kostengründen häufig vermieden wurde).
Wichtige Autoren für direkte Zitate und Testimonien, wie sie in den Einführungen zu den wissenschaftlichen Werken über die Vorsokratiker genannt werden, sind zum Beispiel: Aetius (1.–2. Jhd. n. Chr.), Aristoteles (384–322 v. Chr.), Athenaeus (Geograph), Clemens von Alexandrien (1.–2. Jhd. n. Chr.), Diogenes Laertius (3. Jhd. n. Chr.), Galen (wissenschaftlicher Autor), Hippolytos (2.–3. Jhd. n. Chr.), Iamblichos (neuplatonischer Schriftsteller), Johannes Tzetzes, Klemens von Alexandrien, Mark Aurel (Stoiker), Maximos von Tyros (Ekklektiker), Numenios (neuplatonischer Schriftsteller), Origenes (christlicher Schriftsteller), Philodemos (Epikuräer), Platon, Plotin (neuplatonischer Schriftsteller; 3. Jhd. n. Chr.), Plutarch (50–120 n. Chr.), Porphyrius (neuplatonischer Schriftsteller), Proklos (neuplatonischer Schriftsteller), Sextus Empiricus, Simplikios (6. Jhd. n. Chr.), Stobaeus (5. Jhd. n. Chr.), Strabon (Geograph) und last not least Theophrast (gest. 287 v. Chr.), aber auch viele weitere.

## Vorbemerkung
Die folgende in ständigem Aufbau begriffene Liste der Autoren und Quellenwerke (in aufgeschlüsselten Abkürzungen) ist schwerpunktmäßig an Diels/Kranz (DK) mit seinen mehr als 400 Autoren orientiert sowie Kirk/Raven/Schofield (KRS) und Wilhelm Capelle (die dies für ihre Übersetzungen heranziehen). Die von Diels/Kranz genannten Ausgaben sind inzwischen wohl alle gemeinfrei. Ziel der Übersicht ist es auch, auf vorhandene Digitalisate zu verlinken.
Viele der Werkangaben erfolgen in der Fachliteratur in Abkürzungen (die den natürlichen Lesefluss des allgemein interessierten, mit der Textgeschichte und diffusen Quellenlage nicht völlig vertrauten Lesers bisweilen stark hemmen), die hier jedoch jeweils bequem an Ort und Stelle aufgeschlüsselt sind.

## Liste
KRS / DK u. a. (Auswahl)

### A
- Achilles
  - Isag.
- Aelian
  - Nat. anim.
- Aelian
  - V. H.
- Aetius
- Agathemerus
- Aischines
- Aischylos
  - Frgm. (aus den Danaiden)
- Aischylos
  - Supplices
- Alexander Aphr.
  - in De sensu
  - in Met.
  - in Meteor.
  - Quaest
- Alkman
  - Frgm. (Page)
- Ammonios
  - de interpr. (Busse)
- Anonymus Londinensis
- Apollodor
- Apollonius 
  - Hist. Mirab.
- Apollonius Rhodius
- Apuleius
  - Florida
- Aratos
  - Phaen.
- Aristokritos
  - Theosophia
- Aristophanes
  - Frieden
  - Frösche
  - Vögel
  - Wolken
- Aristoteles 
  - An. post. / de anima / de caelo / de gen. anim. / de gen. et corr. / de part. anim. / de respir. / de sensu / Eth. Eudem. / Eth. Nicom. / Hist. animalium / Met. / Meteor. / Mirabilia / Phys. / Poet. / Pol. / Rhet. / Soph. / Topik
- Ps.-Aristoteles
  - de mundo
  - M. X. G.
  - Problemata
- Athenaeus
- Athenagoras (Schwartz / Marcovich)
  - pro Christianis
- Augustinus
  - de civ. dei
- Aulus Gellius

### B
- Bakchylides
- Bibelstellen
  - Deut.
  - Gen.
  - Isaias
  - Psalm
- Boethius
  - de mus.

### C
- Censorinus
  - de die nat.
- Chalcidius
  - in Tim.
- Cicero 
  - Acad. pr.
  - de divin.
  - de finibus
  - de nat. deor.
- Clemens Alex.
  - Protrepticus
  - Strom.

### D
- Damaskios
  - de principiis
- Demosthenes
- Diodorus
- Diogenes Laertius

### E
- Epikur
  - Epist.
- Epiphanius 
  - adv. haer.
  - Ancoratus (Karl Holl – GCS 25)
  - panar.
- Etymologicum Magnum
- Eudemos
  - in Eucl.
- Euripides
  - Helena
  - Hipp.
  - Phoen.
  - Frgm. (aus Die weise Melanippe)
- Eusebius
  - P. E.

### F
[kein Eintrag]

### G
- Galen
  - de elem. sec. Hippocr.
  - de med. empir.
  - de plac. Hipp. et Plat.
  - in Epid.
  - Meth. med.
- Ps.-Galen
  - de humor. (Kühn)
- Goldblättchen aus Hipponion (nach G. Pugliese Carratelli, Parola del Passota)
- Griechische Papyri (Grenfell & Hunt Greek Papyri)

### H
- Harpokration
- Heraclitus Homericus
  - Quaest. Hom.
- Herodian
- Herodot
- Hesiod
  - Theogonie
  - Werke und Tage
- Hierocles
  - ad carmina aurea
- Ps.-Hippokrates
  - de carnibus
  - de morbo sacro
- Hippolytus
  - Ref.
- Homer
  - Il.
  - Od.
- Hym. Dem.

### I
- I.G.2
- Iamblichos
  - comm. math. sc. (Festa)
  - in Nicomachum
  - Protr.
  - Vita Pyth.
- Ps.-Iamblichos
  - Theolog. arithm.
- Inscriptiones Graecae2
- Iustinus (Pompeius Trogus)
  - Hist. Philipp. Epit.

### J
- Josephus
  - Ant.
  - contra Apionem

### K
- Kallimachos
  - Iambus
- Kelsos
  - Prooem.

### L
- Lukian
  - Amores
- Lukrez

### M
- Macrobius
- Marmor Parium
- Maximus Tyrius (Hobein)
- Mimnermus
  - Frgm. (Diels)

### N
- Nikomachos
  - Arithm.

### O
- Origenes
  - c. Celsum
- ‚Orpheus‘, ausgewählte Verse, zitiert vom Derveni-Kommentar
- Orph. Rhaps.
  - Frgm. 66 Kern (aus Proklos)
  - Frgm. 70 Kern (aus Damaskios)
  - Frgm. 109 Kern (aus Hermeias)

### P
- Papyrus Oxyrh.
- Philodemus
  - de pietate
- Pindar
  - Nem.
  - Ol.
  - Paian
  - Pyth.
- Platon 
  - Apologie / Gesetze / Gorg. / Hipp. Maj. / Krat. Menon / Parm. / Phaidon / Phaidros / Soph. / Staat / Symp. / Theat. / Timaios
- Plinius
  - N. H.
- Plotinus
- Plutarch 
  - adv. Colotem / Alex. Fort. / Aud. Poet. / Coriol. / de E / de exilio / de fac. in orbe lun. / de fortuna / de Is. et. Osir. / de prim. frig. / de Pyth. or. / de soll. an. / Perikles / Phocion / Quaest. conviv. / Quaest. phys. / Sept. sap. conv. / Symp. / Themistokles
- Ps.-Plutarch
  - Cons. ad Apoll.
  - Strom.
- Polybios
- Porphyrios
  - de abstinentia
  - de antro nymph.
  - in Iliadem
  - in Ptol.
  - Vita Pythagorae
- Proklos
  - in Euclidem (Friedl.)
  - in Plat. Crat.
  - in Plat. Parm. (Cousin)
  - in Plat. Tim. (Diehl)
- Ptolomaeus
  - Harm.

### S
Scholien:
- Schol. b in Homeri Il.
- Schol. bT in Homeri Il.
- Schol. Bodl. Ad Epictetum, p. LXXXIII Schenkl
- Schol. Genav. in Homeri Il.
- Schol. in Apollonium Rhodium IV
- Schol. in Aratum
- Schol. in Aristoph. Nubes
- Scholia in Eucl.
- Scholia in Gregor. Naz., Migne PG
- Scholia in Nic. Ther.
- Scholia in Pind. Od.
- Scholia in Plat. Phadr.
- Seneca
  - Quaest. nat.
- Sextus Empiricus
  - adv. math.
  - Pyrrh.
- Simplikios
  - de caelo
  - in de an.
  - in Phys.
- Solon
  - Frgm. (Diehl)
- Stobaeus
  - Anth.
- Strabon (Causabon)
- Suda s. v. Anaximandros / Empedokles / Pherekydes / Thales u. a.

### T
- Tertullian
  - de corona
- Themistius
  - Or.
- Theon Smyrn. (Hiller)
- Theophrast 
  - de sensu / Hist. plant.
- Tzetzes
  - Chil.

### U
[kein Eintrag]

### V
- Valerius Maximus
- Virgil
  - Aen.

### W
[kein Eintrag]

### X
- Xenophon
  - Poroi
  - Symp.

### Y
[kein Eintrag]

### Z
[kein Eintrag]